# Appulso

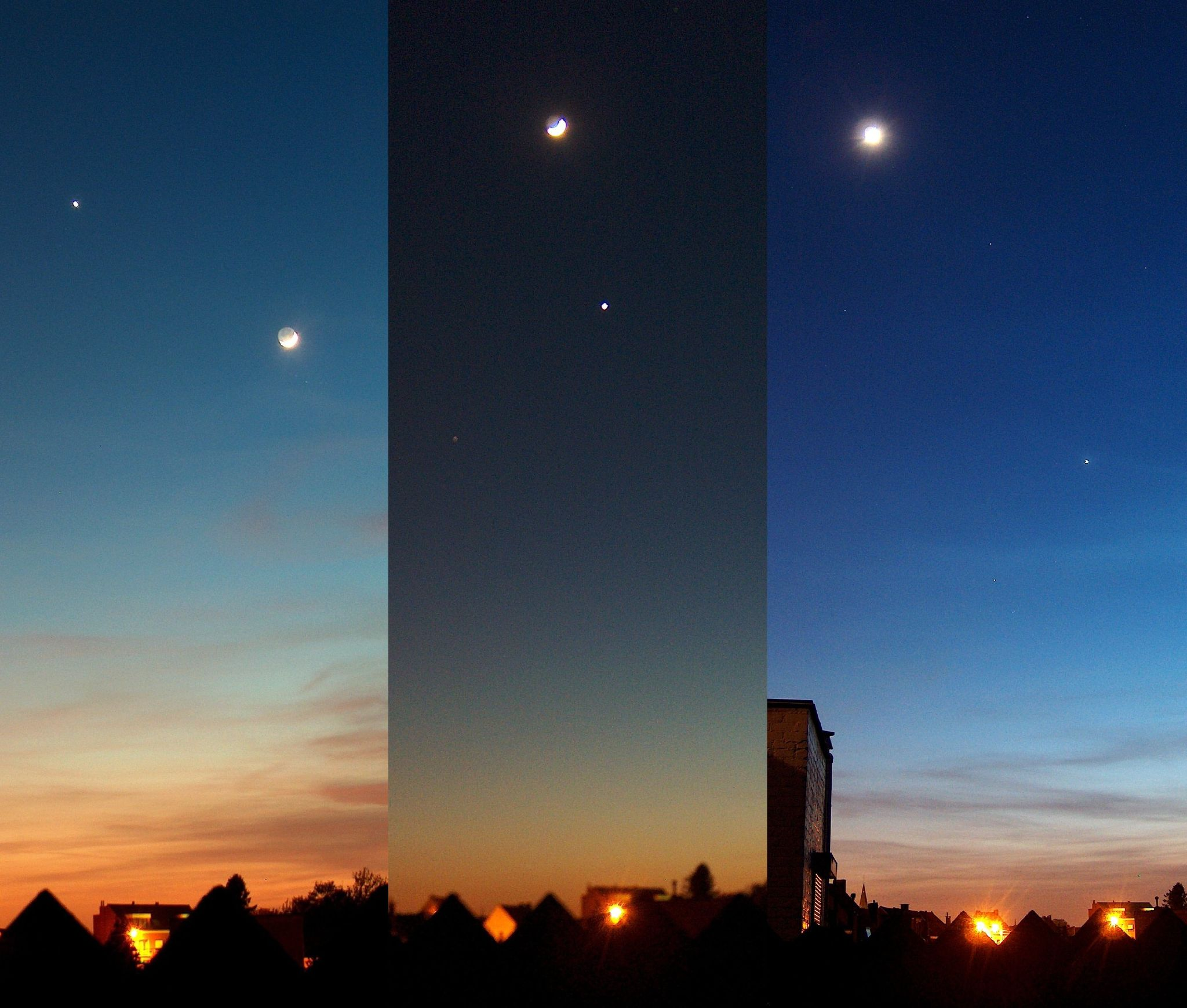
La Luna e Venere nel cielo serale in tre giorni consecutivi. L'immagine centrale mostra un appulso tra i due oggetti celesti.

L'appulso è la minima distanza apparente tra due oggetti celesti, vista da un terzo corpo in un determinato periodo. L'appulso è visto nel moto apparente tipico di due pianeti, della Luna verso una stella o verso un pianeta visto dalla Terra. Un appulso è un fenomeno apparente causato solo dalla prospettiva; gli oggetti coinvolti non sono in realtà così vicini nello spazio fisico.
Un appulso può essere scambiato per una congiunzione, ma le definizioni differiscono nei dettagli. Mentre un appulso si verifica quando la separazione apparente tra due corpi è al suo minimo, una congiunzione si verifica nel momento in cui i due corpi hanno la stessa ascensione retta o longitudine eclittica. In generale, il tempo preciso di un appulso sarà diverso da quello di una congiunzione.
Gli oggetti che mostrano moto retrogrado (come i pianeti) mostrano occasionalmente un evento di appulso senza un evento di congiunzione associato. In questi casi, i due oggetti sembrano avvicinarsi l'uno all'altro, ma si allontanano prima di raggiungere una momentanea coincidenza di ascensione retta.
Quando i corpi celesti appaiono così vicini tra loro che uno passa effettivamente davanti all'altro, l'evento è classificato come transito, occultazione o eclissi, e non come appulso.
Gli appulsi sono eventi ad occhio nudo per gli osservatori amatoriali quando coinvolgono pianeti luminosi e la Luna. Facilitano la ricerca di oggetti deboli quando tali oggetti sono coinvolti. Gli eventi di appulso molto ravvicinati offrono l'opportunità di notare due oggetti insieme nello stesso campo visivo telescopico. Ciò è una curiosità interessante nella telescopia amatoriale, come ad esempio l'appulso Giove-Saturno del 13 dicembre 2020.